# Злочиначки умови (13. сезона)
Злочиначки умови (engl. Criminal Minds) је америчка криминалистичка драмска телевизијска серија која прати рад Јединице за анализу понашања (ЈАП-а) (engl. Behavioral Analysis Unit - BAU) чије је седиште у Квантику у Вирџинији. Серија се разликује од других серија те врсте по томе што се више усредсређује на злочинца него на сам злочин. Серију је продуцирала продукција The Mark Gordon Company у сарадњи са телевизијским студијима CBS и ABC. Серија је првобитно названа Квантико, а пробна епизода је снимљена у Ванкуверу.

## Опис
Тринаеста сезона серије Злочиначки умови је емитована на каналу CBS од 27. септембра 2017. до 18. априла 2018.

## Улоге

### Главне
- Џо Мантења кao Дејвид Роси
- Метју Греј Габлер кao Спенсер Рид
- А.Џ. Кук кao Џенифер Џаро
- Кирстен Вангснес кao Пенелопи Гарсија
- Данијел Хени као Мет Симонс
- Ејша Тајлер као Тара Луис
- Адам Родригез као Лук Алвез
- Паџет Брустер као Емили Прентис

### Гостујуће
- Шемар Мур као Дерек Морган (епизода 5)

## Епизоде
| Бр. еп. (укупно) | Бр. еп. (у сезони) | Наслов                       | Редитељ             | Сценариста                     | Премијера           | Прод. код | Гледаност у САД-у (милиони) |
| --- | ------------------ | ---------------------------- | ------------------- | ------------------------------ | ------------------- | --------- | --------------------------- |
| 278 | 1                  | "Полећемо (3. део)"          | Глен Кершо          | Брин Фрејзер                   | 27. септембар 2017. | 1301      | 7.00                        |
| Кад одбегли серијски убица Питер Луис покрене очајнички последњи напад на ЈАП и узме једног од њих као таоца, Гарсија доводи бившег члана Међународне одзивне јединице Мета Симонса да помогне у хапшењу Луиса пре него што се још живота изгуби.                                                                                                |                    |                              |                     |                                |                     |           |                             |
| 279 | 2                  | "На боље место"              | Дајана К. Валентајн | Брус Зимерман                  | 4. октобар 2017.    | 1302      | 6.17                        |
| Кад су кофери са људским остацима поронађени по Неплсу на Флориди, ЈАП се враћа са свог бироовског одмора да пронађе везу између жртава пре него што убица узме још један живот. У међувремену, Рид сазнаје за стање свог повратка на посао, а екипа званично дочекује Симонса у јединицу.                                                       |                    |                              |                     |                                |                     |           |                             |
| 280 | 3                  | "Плави анђео"                | Шарат Раџу          | Кристофер Барбур               | 11. октобар 2017.   | 1303      | 5.87                        |
| Кад су два пословна човека ушкопљена у Детроиту у Мичигену, ЈАП истражује повезаност међу жртвама и открива породичну тајну која мења ток истраге. У међувремену, Симонс се бори са повезивањем са пратњом умешаном у случај. |                    |                              |                     |                                |                     |           |                             |
| 281 | 4                  | "Апликација убице"           | Алек Смајт          | Стефани Сенгупта               | 18. октобар 2017.   | 1304      | 5.94                        |
| Када у пуцњави у Силиконској долини страда троје запослених, ЈАП ради са Одељењем Државне безбедности како би утврдио да ли је пуцњава лична и зашто су жртве биле мете. У међувремену, Прентисова испитује Алвеза око догађаја у смрти Питера Луиса.                                                                                            |                    |                              |                     |                                |                     |           |                             |
| 282 | 5                  | "Срећни погоци"              | Тавнија Мекирнан    | Џим Клементе                   | 25. октобар 2017.   | 1306      | 5.91                        |
| Када је проститутка са Флориде пронеђана мртва, а обе ноге и неколико прстију јој фали, ЈАП креће да утврди да ли је људождерски серијски убице Флојд Филин Ферел започео још један низ или је убица имитатор одговоран. У међувремену, бивши НСА Дерек Морган помаже Гарсији кад постане преплављена успоменама на повреду од пре десет година. |                    |                              |                     |                                |                     |           |                             |
| 283 | 6                  | "Бункер"                     | Ејша Тајлер         | Карен Мејсер                   | 8. новембар 2017.   | 1305      | 5.50                        |
| Кад је случај несталих особа повезан са низом отмица широм Вирџиније, ЈАП креће да пронађе везу међу жртвама, али открива необичан повод. У међувремену, „Џеј-Џеј“ се повезује са женом која мисли да је нестанак њене сестре повезан са истрагом, а Гарсија тражи нови стан.                                                                    |                    |                              |                     |                                |                     |           |                             |
| 284 | 7                  | "Прашина и кости"            | Маркус Стоукс       | Ерика Мередит                  | 15. новембар 2017.  | 1307      | 5.64                        |
| Кад су две жене отете и одмах раскомадане у Остину у Тексасу, ЈАП утврђује да нападач има опасну опседнутост опасним створењем. У међувремену, Алвез се бори да пронађе начин да помогне свом некадашњем ортаку из Ударне јединице за бегунце да се суочи са инвалидитетом.                                                                      |                    |                              |                     |                                |                     |           |                             |
| 285 | 8                  | "Неонски терор"              | Бетани Руни         | Ерик Стилер                    | 22. новембар 2017.  | 1308      | 6.31                        |
| Кад се последњи низ пљашки и убистава десио у Мајамију на Флориди, ЈАП истражује, али сумња да имају посла са несубом који тражи пажњу објављивањем снимака својих злочина јавности. |                    |                              |                     |                                |                     |           |                             |
| 286 | 9                  | "Лажна застава"              | Џо Мантења          | Брин Фрејзер                   | 6. децембар 2017.   | 1309      | 5.34                        |
| Кад је двоје чланова завереничког скупа у Розвелу у Новом Мексику погинуло у брзом наслеђу, ЈАП сумња да је злочине починио низни убица, али завршавају тако што поново прегледају доказе након катастрофалног сусрета. У међувремену, Луисова се бори да обузда своја осећања док испитује једно жену која има везе са скупом.                  |                    |                              |                     |                                |                     |           |                             |
| 287 | 10                 | "Потопљени"                  | Роб Бејли           | Брус Зимерман                  | 3. јануар 2018.     | 1310      | 5.41                        |
| Када се последња у низу збуњујућих пљачки са смртним исходом дсеила у Рамони у Калифорнији, ЈАП ради са узрујаним шерифом како би пронашао низног убицу са тајанственим поводима и још тајанственијом прошлошћу. |                    |                              |                     |                                |                     |           |                             |
| 288 | 11                 | "На највишем нивоу"          | Сајмон Мирен        | Ерика Месер и Кирстен Вангснес | 10. јануар 2018.    | 1311      | 5.70                        |
| Када је супруга начелника полиције замало убијена у провали у кући и покушају убиства, ЈАП путује у мали град у Вирџинији где откривају цео свет тајни које је скривао град. |                    |                              |                     |                                |                     |           |                             |
| 289 | 12                 | "Лоше расположење на помолу" | Кристофер Шру       | Карен Мејсер                   | 17. јануар 2018.    | 1312      | 5.63                        |
| Када је страшна смрт новојоршког џогера повезана са низом убистава и сакаћења, ЈАП претражује Централни парк тражећи убицу који има обољење због којих верује да је злобно створење. У међувремену, Алвез се суочава са тиме што му је састанак на слепо кренуо низбрдо.                                                                         |                    |                              |                     |                                |                     |           |                             |
| 290 | 13                 | "Лек"                        | Глен Кершо          | Кристофер Барбур               | 24. јануар 2018.    | 1313      | 5.30                        |
| Kada je šifrovana poruka pronađena u ustima vašingtonskog finansijera, JAP kreće da uhvati niznog ubicu koji je odlučio da sravni elektrodistribucije sa zemljom. U međuvremenu, „Džej-Džej“ postaje mnogo zabrinuta kada dobije e-poštu u kojoj je traženo da se sastane sa pomoćnicom direktora Lindom Barns.                                  |                    |                              |                     |                                |                     |           |                             |
| 291 | 14                 | "Мијазма"                    | Лука Иказо          | Ерика Мередит                  | 31. јануар 2018.    | 1314      | 5.42                        |
| Када је огробна гробница откривена на новоорлеаншком гробљу, ЈАП тражи низног убицу који себе види као савременог куголога. У међувремену, Прентисова бива присиљена да поднесе непријатељско испитивање након што је Барнсова одаљи са посла и пошаље је на унутрашњу проверу.                                                                  |                    |                              |                     |                                |                     |           |                             |
| 292 | 15                 | "Уништитељ"                  | Ерик Стилер         | Роб Бејли                      | 7. март 2018.       | 1315      | 5.04                        |
| Пошто је Прентисова и даље удаљена са радне дужности, а Рид одбија да ради без ње, Барнсова преузима вођство и придружује се осталим члановима ЈАП-а док трагају Сент Луисом за преступником четвороструког убиства. |                    |                              |                     |                                |                     |           |                             |
| 293 | 16                 | "Последњи дах"               | Адам Родригез       | Стефани Сенгупта               | 14. март 2018.      | 1316      | 5.69                        |
| Одмах на кон покушаја Барнсове да спаси ЈАП, подељена екипа ради њој иза леђа како би препознала низног отимача који слика девојке из Вашингтона које се баве пословном пратњом па их побија и спаљује њихова тела. |                    |                              |                     |                                |                     |           |                             |
| 294 | 17                 | "Капиланови"                 | Метју Греј Габлер   | Ерика Месер                    | 21. март 2018.      | 1317      | 5.26                        |
| Када седмогодишње дете које борави у Гајмону у Оклахоми тврди да је човек који је био обучен у Деда Мраза убио његовог оца, ЈАП покушава да утврди да ли је тврдња детета истинита или не. |                    |                              |                     |                                |                     |           |                             |
| 295 | 18                 | "Плес љубави"                | Џо Мантења          | Брус Зимерман                  | 28. март 2018.      | 1318      | 6.59                        |
| Када су две жене које су боравиле у Чикагу у Илиноису избодене на смрт у ноћима за редом и пронађене са једном црвеном ружом у устима, ЈАП трага за низним убицом са неочекиваним поводом. У међувремену, Роси узима неколико слободних дана након што је примио позив од своје треће бивше супруге Кристал.                                     |                    |                              |                     |                                |                     |           |                             |
| 296 | 19                 | "Од кога"                    | Лили Мери           | Кристофер Барбур               | 4. април 2018.      | 1319      | 5.90                        |
| Када се догодило талачко стање у Вашингтонском правном предузећу где Симонсова супруга Кристи ради, ЈАП клацка решавање одвијање кризе и утврђивање преступникове поводе. |                    |                              |                     |                                |                     |           |                             |
| 297 | 20                 | "Све што можеш да поједеш"   | Дајана Валентајн    | Карен Мејсер                   | 11. април 2018.     | 1320      | 5.20                        |
| Кад се за две изненадне смрти у Вирџинији поверује да је чин тероризма, ЈАП ради са ЦСБ-ом како би спречио да настане догађај широких размера. У међувремену, Гарсија се сусреће са својим полубратом Карлосом након сазнања са пијани возач који им је побио родитеље треба да буде пуштен на условну слободу.                                  |                    |                              |                     |                                |                     |           |                             |
| 298 | 21                 | "Помешани знаци"             | Алек Смајт          | Ерика Месер и Ерик Стилер      | 18. април 2018.     | 1321      | 5.92                        |
| Када су двоје људи који су били у Таосу у Новом Мексицу били подвргнути лоботомији, ЈАП сумња да је преступник опседнут доказивањем да необјашњива збирка појава постоји. |                    |                              |                     |                                |                     |           |                             |
| 299 | 22                 | "Верник (1. део)"            | Глен Кершо          | Брин Фрејзер                   | 18. април 2018.     | 1322      | 5.39                        |
| Када је бивши агент ПОНЗ-а пронађен закључан у складишту, ЈАП истражује његове помахнитале тврдње о низном убици познатом као "Давитељ", али због тога почињу да испитују све што су мислили да знају. |                    |                              |                     |                                |                     |           |                             |

## Продукција

### Развој
Серија Злочиначки умови је обновљена за тринаесту сезону са редоследом епизода од 22, 7. априла 2017. Цела главна глумачка постава из претходне сезоне вратила се за сезону осим Дејмона Гаптона (Стивен Вокер) који је напустио серију.
Метју Греј Габлер је режирао седамнаесту епизоду сезоне и речено је да је то била „најјезивија епизода 13. сезоне“ и да су у њој учествовали кловнови. Дана 10. августа 2017. године откривено је да ће Ејша Тајлер дебитовати као редитељка и режирати шесту епизоду сезоне. Дана 12. августа 2017. године откривено је да ће Ерика Месер и Кирстен Вангснес бити коаутори једанаесте епизоде сезоне, што ће бити четврта епизода коју су заједно написале. Дана 31. октобра 2017. године објављено је да ће Адам Родригез дебитовати као редитељ у серији Злочиначки умови и режирати шеснаесту епизоду сезоне.

### Избор глумаца
Дана 11. јуна 2017. године објављено је да је Дејмон Гаптон отпуштен из серије након једне сезоне. CBS је саопштио да је његов одлазак био „део креативне промене у серији“.
Дана 20. јуна 2017. године, CBS је објавио да ће се Данијел Хени, који је био члан главне поставе у серији Злочиначки умови: Преко границe као Мет Симонс, придружити главној постави главне серије за тринаесту сезону.
Дана 12. октобра 2017. године објављено је да ће Шемар Мур поновити своју улогу Дерека Моргана у петој епизоди сезоне („Срећни погоци“). Његов лик се вратио да помогне Пенелопи Гарсији да преброди тежак период.